# Cerco de Moçambique (1607)
O cerco de Moçambique de 1607 foi um confronto armado entre forças portuguesas e as da Companhia Holandesa das Índias Orientais ou VOC, que tentou conquistar a fortaleza de São Sebastião na Ilha de Moçambique. Os holandeses retiraram-se ao fim de um malogrado sítio de seis meses.

## Contexto
A Ilha de Moçambique fora ocupada pelos portugueses para servir de escala essencial entre a Europa e a Ásia às naus que percorriam a rota do Cabo, e fortificaram-na no séc. XVI, tendo ali construído a poderosa fortaleza de São Sebastião. Desde o apresamento da nau Santa Catarina que Portugal, governado pela dinastia Habsburgo, encontrava-se em guerra com a República dos Países Baixos.
Os directores da VOC pretendiam conquistar a Ilha de Moçambique para cortar as ligações portuguesas entre a Europa e a Ásia. A 20 de Abril de 1606 zarpou de Texel uma armada de 8 vasos de guerra (Banda, Walcheren, Bantam, Ceylon, Ter Veere, China, Patane and Zierikzee) e um patacho com 1060 homens comandados por Paulus van Caerden. Alcançaram Moçambique a 29 de Março de 1607.
Os holandeses já tinham tentado sitiar Moçambique em 1604.

## O cerco
A 30 de Março van Caerden forçou a barra de Moçambique e sofreu 100 baixas devido ao tiro da fortaleza de São Sebastião quando os seus navios passaram em frente às suas muralhas em direcção ao porto interior, mais seguro, entre a ilha e o continente. Os holandeses passaram então para os seus bateis não só apresaram uma galeota portuguesa ancorada no porto interior como cortaram as amarras de dois galeões mal defendidos, que depois encalharam e foram incendiados.
O bombardeamento da fortaleza começou a 1 de Abril. O capitão português da fortaleza era D. Estêvão de Ataíde e só dispunha de 60 soldados, 60 homens da milícia dos residentes e alguns auxiliares escravos, porém todos eles bem aclimatizados à região e veteranos das campanhas em África.
Passados 18 dias, van Caerden ofereceu aos portugueses a hipótese de deporem as armas mas D. Estevão rejeitou a proposta. Os portugueses desafiaram então 50 holandeses para um duelo contra 25 portugueses mas os holandeses rejeitaram isto. Este episódio não foi registado pelos holandeses. Na noite de 29 de Abril porém, os portugueses levaram a cabo uma surtida contra os entricheiramentos holandeses e mataram 30 marinheiros mas acabaram repelidos. A pedido dos portugueses, as tribos africanas da região forneceram víveres aos portugueses enquanto durou o cerco e recusaram-se a oferecê-los aos holendeses. Não obstante, os portugueses padeceram de sede devido ao grande número de pessoas que procuraram refúgio na fortaleza.
Ao fim de dois meses, van Caerden incendiou a cidade portuguesa que ficava contígua à fortaleza e, a 29 de Maio fez-se à vela para as ilhas Comoros para obter víveres; ao passarem diante da fortaleza para saírem do porto interior e saírem para o mar alto sofreram novas baixas devido à artilharia dos portugueses.
A 22 de Junho chegaram três naus de Portugal comandadas por D. Jerónimo Coutinho. A 4 de Agosto van Caerden regressou a Moçambique mas manteve-se ao largo à espera de apresar algum navio português que passasse. Partiu a 20 de Agosto.

## Rescaldo
D. Jerónimo Coutinho levantou âncora para Goa pouco depois de terem os holandeses partido. O cerco de Moçambique de 1607 provou a viabilidade de resistir a ataques de poderosas armadas holandeses com guarnições muito limitadas instaladas nas fortalezas.
Os holandeses tentariam conquistar a fortaleza de Moçambique em 1608 e 1662.